# Wilgkoeienoog
De wilgkoeienoog of koeienoog (Buphthalmum salicifolium) is een overblijvende plant die behoort tot de composietenfamilie (Asteraceae). De soort komt van nature voor in Oost-Europa. Het aantal chromosomen is 2n = 20. De soort is ingeburgerd in België.
De plant wordt 30–70 cm hoog. De rechtopstaande, meestal vertakte, kort behaarde, paarsrode stengel is hol onder het omwindsel. De onderste bladeren zijn het langst en hebben een lange bladsteel. De stengelbladeren zijn zittend en hebben een versmalde basis. De bladeren zijn 40–70 mm lang en 10–15 mm breed. Het dun behaarde blad is lancetvormig tot omgekeerd eirond-lancetvormig en heeft een gave of fijn getande rand.
De wilgkoeienoog bloeit vanaf mei tot in september met goudgele bloemen. De 3–6 cm grote bloemhoofdjes met lint- en buisbloemen staan afzonderlijk of in kleine aantallen aan het uiteinde van de stengel. De omgekeerd eivormige lintbloemen zijn 11–16 mm lang en 2–3 mm breed. De  behaarde omwindselblaadjes zijn lancetvormig en toegespitst.
De vrucht is een nootje. De vruchten van de lintbloemen zijn 3–4 mm lang en 2 mm breed, glad en driehoekig gevleugeld. De vruchten van de buisbloemen zijn langwerpig samengedrukt en enigszins hoekig. De vliezige pappus is slechts ongeveer 0,5 millimeter lang en heeft een getande kroon.

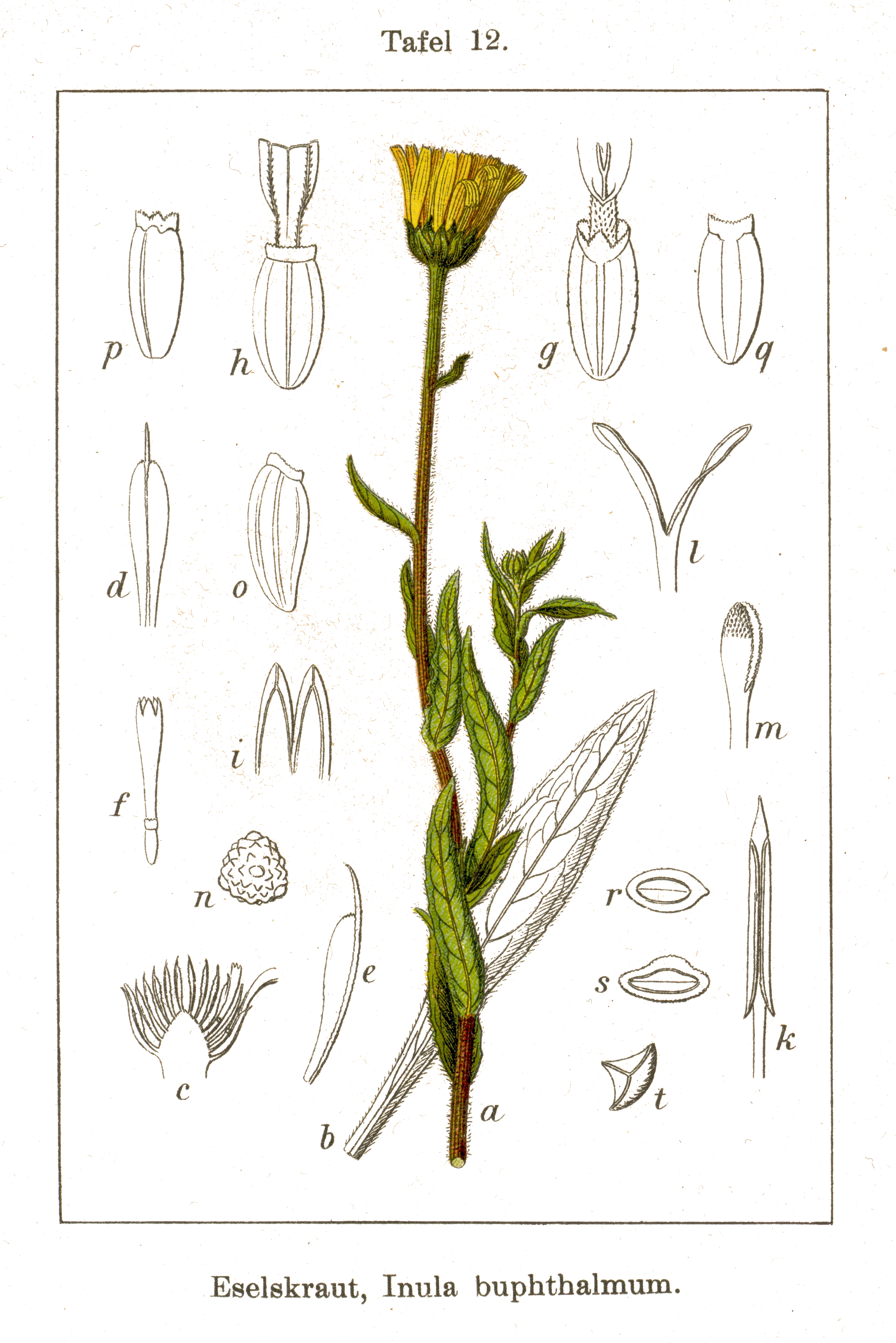
Illustratie van Jacob Sturm
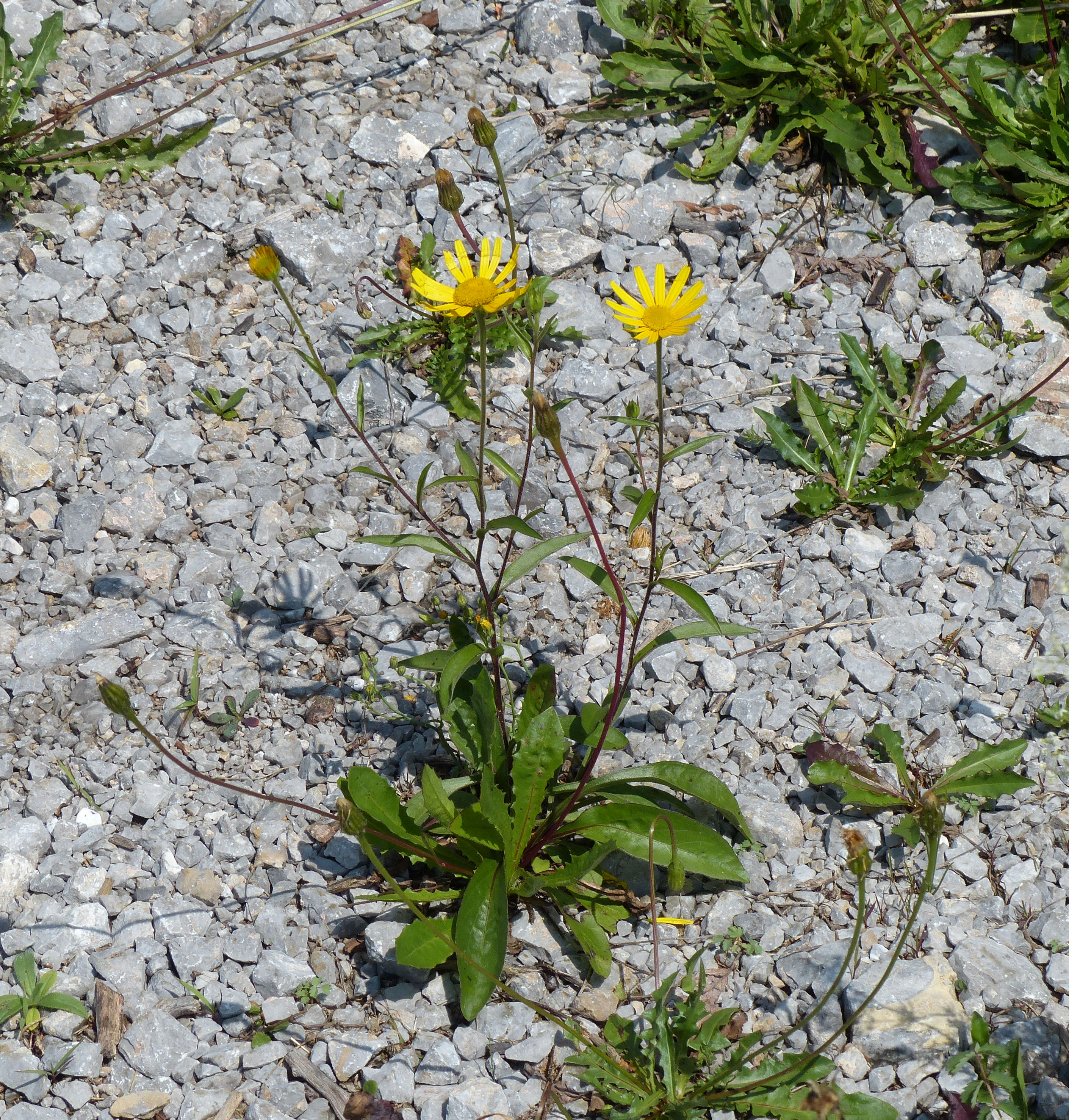
Plant
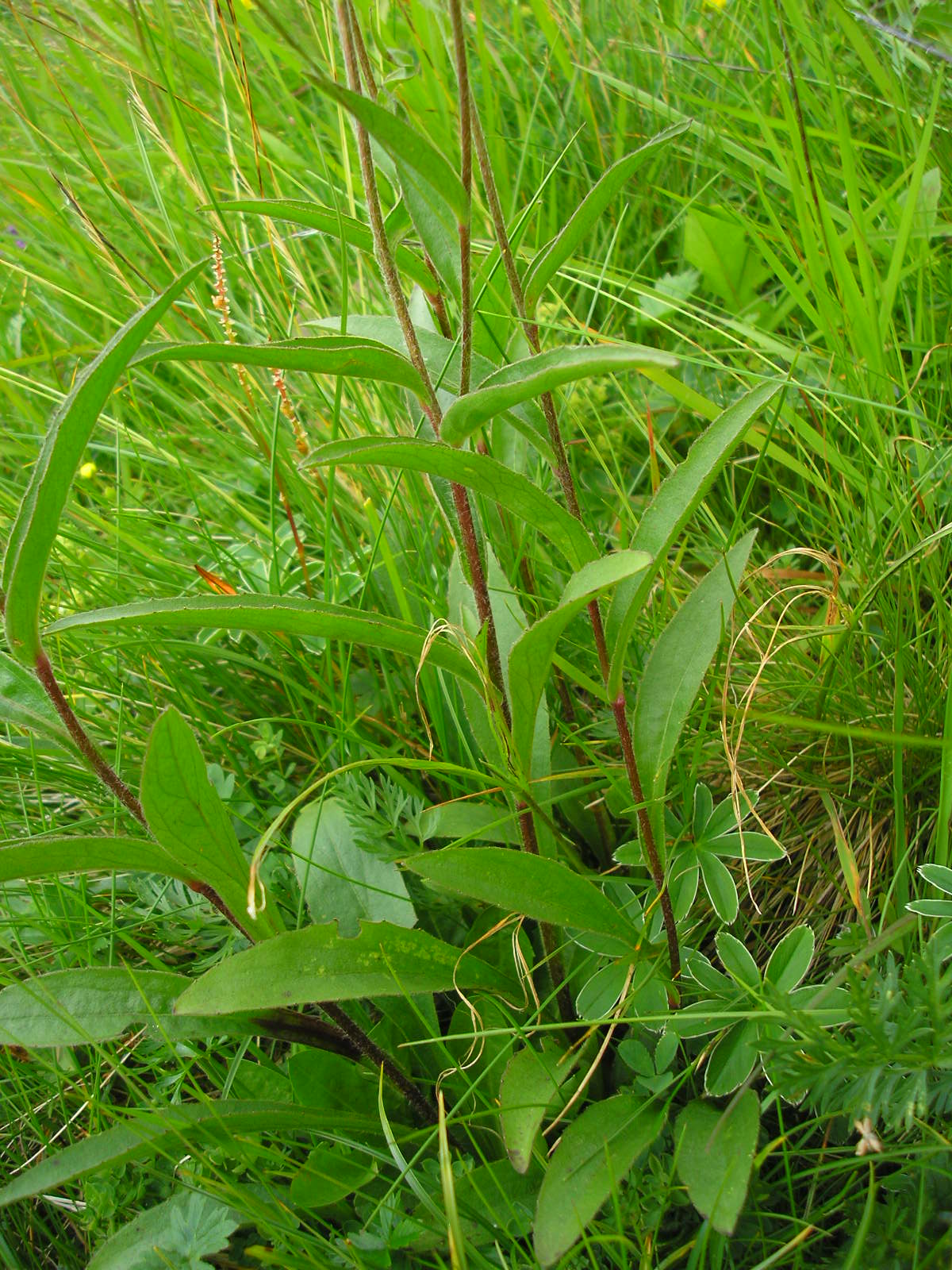
Stengel
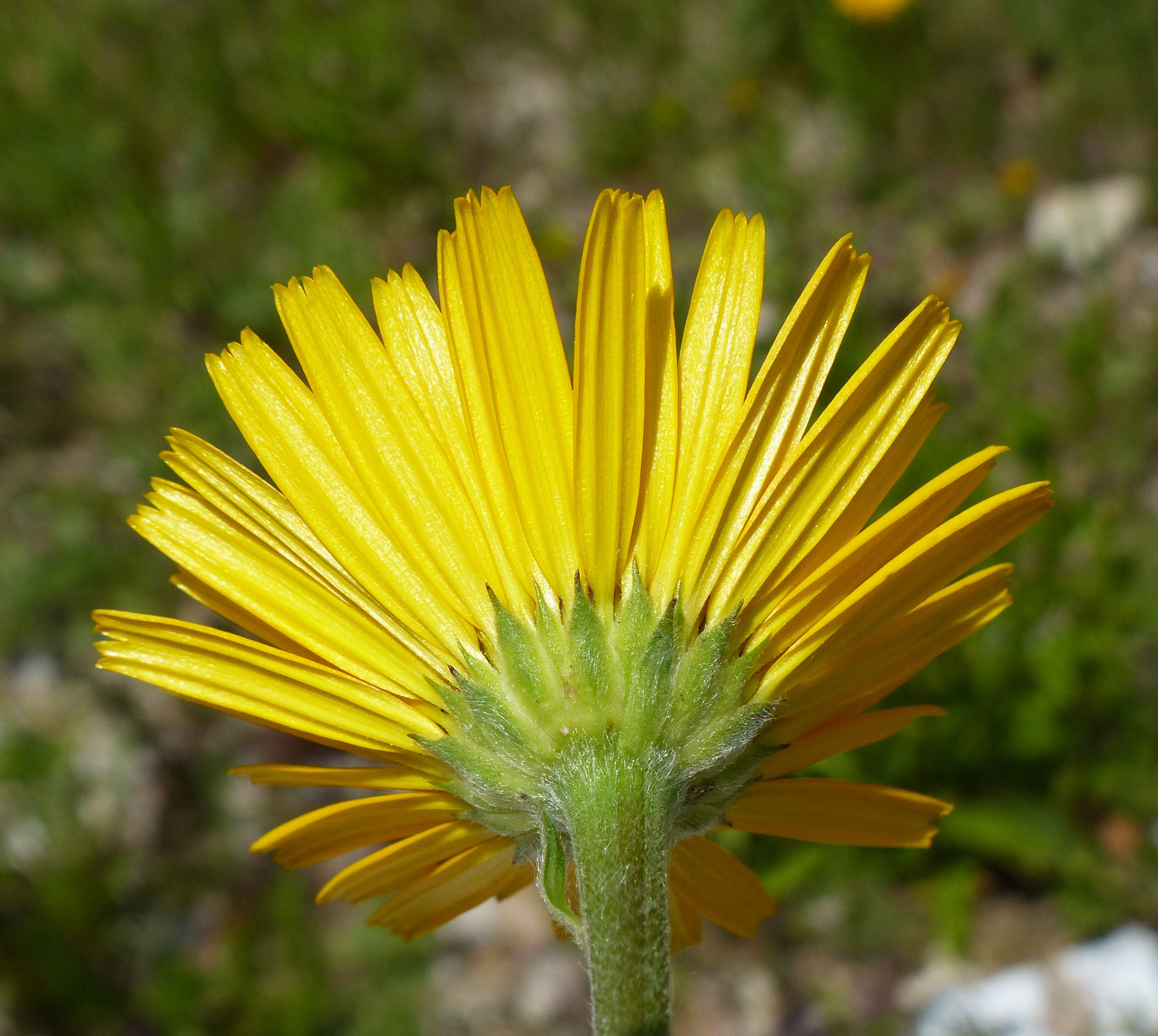
Omwindsel
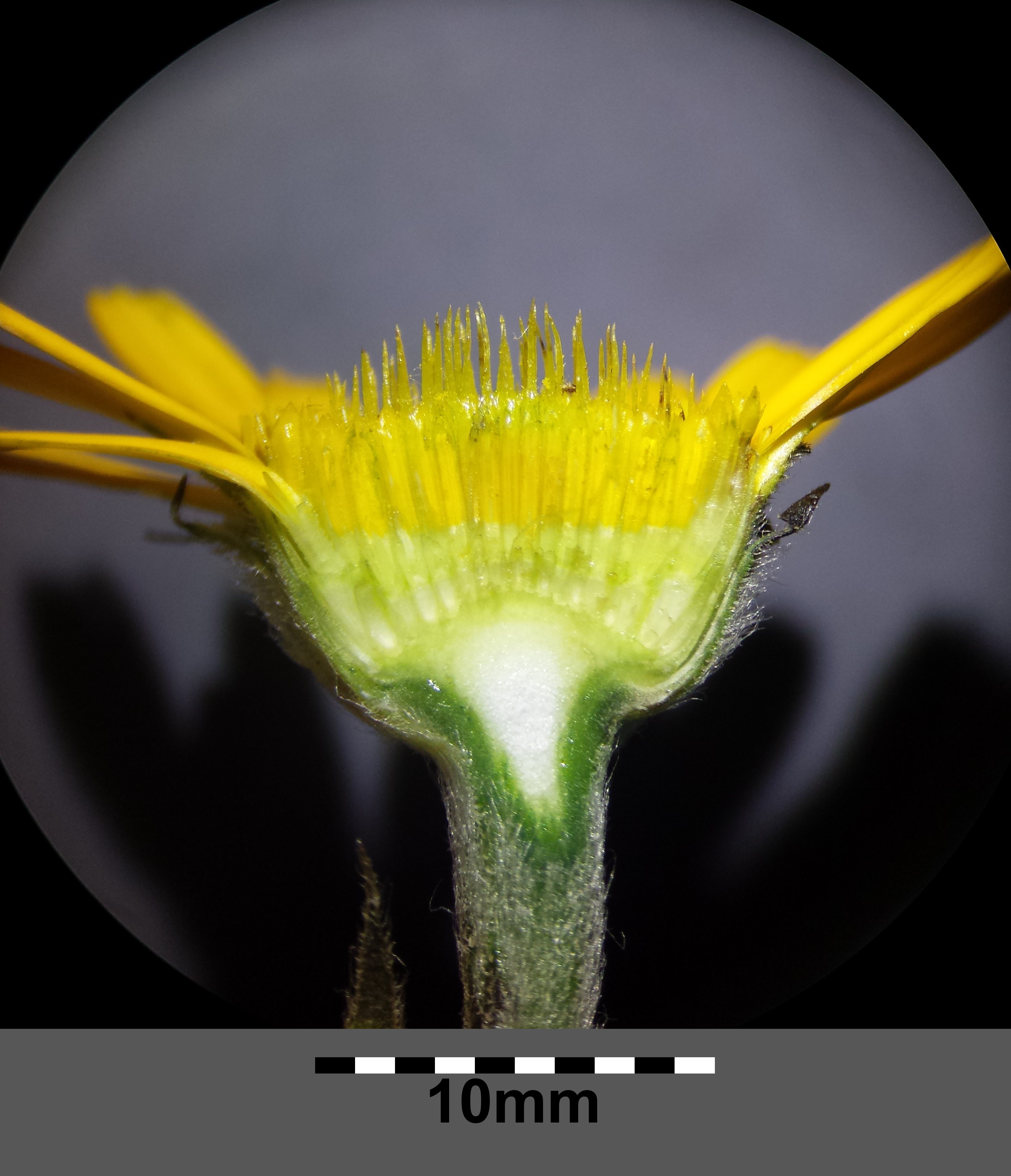
Lengtedoorsnede bloemhoofdje
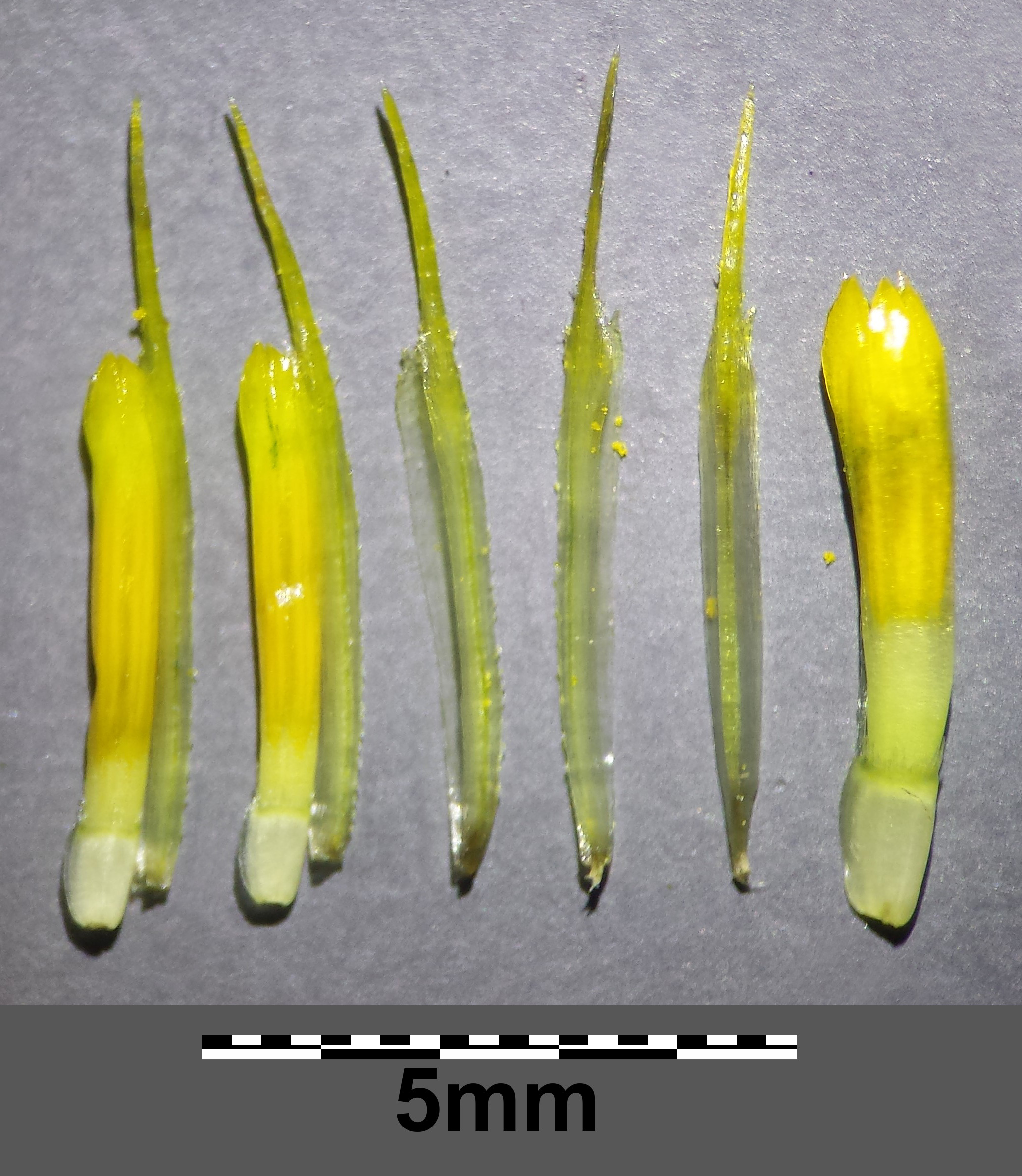
Buisbloemen met hun schutblaadjes

De koeienoog komt voor op vochtige, stikstofrijke, kalkrijke, stenige grond in graslanden, bosranden en rotsachtige plaatsen.